# Confederació Sueca d'Empleats Professionals
La Confederació Sueca d'Empleats Professionals (Tjänstemännens Centralorganisation o TCO) és un centre de sindicats nacional i l'organització que aplega a 18 sindicats a Suècia que organitzen a professionals i altres empleats qualificats dintre del sector públic i privat. Els sindicats afiliats sumen en total uns 1,3 milions d'empleats.
Això fa d'aquesta organització la segona més gran de les tres confederacions de sindicats principals. La més gran, la Confederació Sueca de Sindicats (Landsorganisationen i Sverige o LO), principalment organitza treballadors "de bata blava" (treballs manuals o tècnics), i té enllaços amb el Partit Democràtic Social Suec. En canvi, la Confederació Sueca d'Empleats Professionals no té connexions amb cap partit polític a Suècia.
El president actual és Sture Nordth, que va prendre el càrrec en 1999. Anteriorment va ser president de la Unió Sueca de Funcionaris de Govern Local ("SKTF").
La Confederació Sueca d'Empleats Professionals té els seus orígens a la Confederació d'Empleats (De Anställdas Centralorganisation o DACO) fundada en 1931. Una organització per a empleats del sector públic anomenada la Confederació Sueca d'Empleats Professionals va ser fundada en 1937. Les dues organitzacions es van unir en una en 1944, agafant el nom d'aquesta última. Després de la Segona Guerra Mundial, els nombre de membres en les unions afiliades va créixer ràpidament, de 100.000 en 1944 a més de 500.000 a mitjans dels anys 60.
Els sindicats suecs han tingut tradicionalment un alt nivell d'organització. Avui, sobre el 85% de treballadors "de bata blanca" (treballs no manuals) són membres d'un sindicat, a diferència de la majoria de països europeus, on els sindicats són principalment de treballadors "de bata blava".

## Etiquetatge TCO
TCO Development, una empresa propietat de TCO, manté un sistema d'etiquetatge mediambiental internacional, la Certificació TCO. L'etiqueta està adreçada a qüestions de seguretat com ara "emissions, ergonomia, ecologia i energia" per a ordinadors, monitors i impressores, així com telèfons mòbils i mobiliari.